# Nicolas de Tribolet
Nicolas de Tribolet (* 2. September 1942 in der Schweiz) ist ein Schweizer Arzt.
De Tribolet ist Professor für Neurochirurgie am Centre hospitalier universitaire vaudois. Von 1989 bis 1991 war De Tribolet Präsident der Schweizerischen Neurologischen Gesellschaft. Danach wirkte er während fünfzehn Jahren als Arzt in Libyen.